# Swetlana Michailowna Kaikan
Swetlana Michailowna Kaikan (russisch Светлана Михайловна Кайкан; * 6. August 1978 in Tscheljabinsk) ist eine russische ehemalige Eisschnellläuferin.
Die Sprintspezialistin Swetlana Kaikan nahm seit Dezember 1998 an Weltcuprennen teil. Beim Weltcupfinale der Saison 2000/01 in Calgary lief sie erstmals unter die ersten 10 (Rang 9 über 500 Meter). Im März 2002 gewann sie in Oslo erstmals ein Weltcuprennen. Ihre beste Platzierung im Gesamtweltcup war ein vierter Platz auf der 100-Meter-Strecke in der Saison 2005/06. Sechsmal war sie russische Meisterin, fünfmal Zweite und einmal Dritte bei russischen Meisterschaften.
2002 nahm sie an den Olympischen Spielen 2002 in Salt Lake City teil. Über 500 Meter wurde sie 10., über 1000 Meter kam sie auf Platz 23.

## Eisschnelllauf-Weltcup-Platzierungen
| Platzierung | 100 m | 500 m | 1000 m | 1500 m | Team |
| ----------- | ----- | ----- | ------ | ------ | ---- |
| 1. Platz    |       | 1     |        |        |      |
| 2. Platz    | 1     | 1     |        |        |      |
| 3. Platz    | 1     | 5     | 1      |        |      |
| Top 10      | 14    | 23    | 2      |        | 1    |

(Stand: 3. Dezember 2009)